# Olympische Sommerspiele 1920/Wasserball
Bei den VII. Olympischen Spielen 1920 in Antwerpen fand ein Wettbewerb im Wasserball statt. Austragungsort war das Zwemstadion van Antwerpen.

## Medaillengewinner
| Platz | Land | Athleten |
| ----- | ---- | --- |
| 1     | GBR  | Charles Bugbee, William Dean, Christopher Jones, William Peacock, Noel Purcell, Paul Radmilovic, Charles Sydney Smith                                         |
| 2     | BEL  | René Bauwens, Gérard Blitz, Maurice Blitz, Pierre Dewin, Albert Durant, Paul Gailly, Pierre Nijs, Joseph Pletincx                                             |
| 3     | SWE  | Erik Andersson, Robert Andersson, Vilhelm Andersson, Nils Backlund, Harald Julin, Erik Bergqvist, Max Gumpel, Pontus Hanson, Theodor Nauman, Torsten Kumfeldt |

## Turnier
Die zwölf beteiligten Teams trugen ein Turnier im Bergvall-System aus, wobei die USA, Griechenland, Großbritannien und die Niederlande in der ersten Runde ein Freilos hatten. Nach dem Viertelfinale und dem Halbfinale wurde im Finale der Olympiasieger ermittelt. In einer weiteren K.-o.-Runde spielten jene Teams, die gegen den Olympiasieger verloren hatten, um die Silbermedaille. Der Verlierer dieses Runde trat anschließend im Spiel um Bronze auf jene Teams, die gegen den unterlegenen Finalteilnehmer verloren hatten.

### Vorrunde
| 22./23. August | Spanien    | Königreich Italien | 1:1       |
| 22./23. August | Schweden   | Tschechoslowakei   | 12:0      |
| 22./23. August | Frankreich | Brasilien          | 1:1       |
| 22./23. August | Belgien    | Schweiz            | 11:0      |
| 22./23. August | Spanien    | Königreich Italien | forfait 1 |
| 22./23. August | Brasilien  | Frankreich         | 5:1 2     |

1 Wiederholungsspiel, Italien trat nicht an

2 Wiederholungsspiel

### Viertelfinale
| 24. August | Vereinigte Staaten     | Griechenland | 7:0 |
| 24. August | Vereinigtes Königreich | Spanien      | 9:0 |
| 24. August | Schweden               | Brasilien    | 7:3 |
| 24. August | Belgien                | Niederlande  | 2:1 |

### Halbfinale
| 26. August | Vereinigtes Königreich | Vereinigte Staaten | 7:2 |
| 26. August | Belgien                | Schweden           | 5:3 |

### Finale
| 27. August | Vereinigtes Königreich | Belgien | 3:2 |

### Spiele um Platz 2
| 28./29. August | Vereinigte Staaten | Spanien            | 5:0 |
| 28./29. August | Belgien            | Vereinigte Staaten | 7:2 |

### Spiele um Platz 3
| 28./29. August | Schweden | Niederlande        | 9:1 |
| 28./29. August | Schweden | Vereinigte Staaten | 5:2 |